# Groupe Foyer
 (janvier 2020).
Si vous disposez d'ouvrages ou d'articles de référence ou si vous connaissez des sites web de qualité traitant du thème abordé ici, merci de compléter l'article en donnant les références utiles à sa vérifiabilité et en les liant à la section « Notes et références ».
Foyer S.A. est une compagnie d'assurance du Grand-Duché de Luxembourg. Il est le premier assureur du pays. Le groupe Foyer existe depuis 1922 et siège depuis 2006 à Leudelange.

## Histoire

### Débuts
Le 28 octobre 1922, la compagnie d’assurances « Le Foyer, Compagnie luxembourgeoise d’Assurances S.A. » est constituée par MM. Léon Laval, Max Lambert, Joseph Bach et Max Menager. Dotée d’un capital de 5 millions de francs, cette société obtient son agrément dans les branches Non-Vie et Vie en 1923.[réf. nécessaire]
En acquérant des portefeuilles de compagnies étrangères établies au Luxembourg, Le Foyer décide de se diversifier en s’installant en Sarre en 1923, en France en 1924 et en Belgique en 1925.
La crise économique de 1929 place Le Foyer devant des difficultés d’expansion et de stabilisation de portefeuille. Les événements politiques en Sarre forcent la compagnie à abandonner la partie allemande du portefeuille. Cependant, la Deuxième Guerre mondiale freinera brutalement ce développement et Le Foyer échappera à la dissolution voulue par les autorités occupantes, qui mettent la société sous séquestre en 1940, et qui sera évitée grâce à une résistance passive des administrateurs.[réf. nécessaire]
À la libération, les activités redémarrent, la fin de la guerre marque le début des Trente Glorieuses qui, de 1945 à 1975, verront un développement soutenu de l’économie du Grand-Duché. Le pays se reconstruit, le pouvoir d’achat ne cessera d’augmenter.

### Réorganisation
Durant les années 1980, le groupe opère un repositionnement stratégique : Foyer vend ses activités en France (1982) et en Belgique (1990) et se replie sur le Luxembourg.
En 1990, le groupe se réorganise autour de Foyer Finance, maison-mère du Groupe Le Foyer. Les entités Le Foyer Assurances et Le Foyer Vie sont créées. En 1992, Le Foyer Finance acquiert une participation importante dans Luxempart (anciennement BIL-Participations). En 1997, le groupe lance Le Foyer Asset Management, puis Le Foyer en 1998, société qui devient le pôle de développement des activités d’assurances et de gestion d’actifs du groupe. Le Foyer Santé est créé en 1999. Le groupe Le Foyer développe également l’activité de gestion de fortune, métier qu’il exerce depuis 1922 dans le cadre de la gestion de ses propres actifs.

### Développement
En 2005, le groupe Le Foyer est renommé Foyer, et procède à une harmonisation des dénominations en Foyer Assurances/Vie/Santé. En 2008, Le Foyer Patrimonium et Foyer Asset Management fusionnent pour donner naissance à Foyer Patrimonium. En 2009, Foyer acquiert CapitalatWork qui fusionne avec Foyer Patrimonium pour devenir CapitalatWork Foyer Group.
Entre 2016 et 2017, Foyer acquiert IWI International Wealth Insurer qui fusionne avec Foyer International pour devenir Wealins. Le groupe se diversifie dans l'immobilier avec un portefeuille d'investissement de 150 millions d'euros. En 2019, Foyer acquiert GB Life Luxembourg.

## Métiers et chiffres clés
Sa gamme de produits étendue en assurance, prévoyance et gestion de patrimoine s’adresse à une clientèle de particuliers, de professionnels et d’entreprises. Le Groupe Foyer s’investit également depuis de nombreuses années dans des projets d’intérêt général et de solidarité.
Entre 2000 et 2014, le groupe a été côté aux bourses de Bruxelles et de Luxembourg.

### Chiffres clés
- Actif dans 12 pays européens
- 276 527 clients (2018)
- 1435 collaborateurs et agents (2018)
- 16 milliards d’actifs sous contrat (2018)
- 130.6 millions d’euros de résultat opérationnel au 31.12.2018
- 12 501.5 millions d’euros : total bilan au 31.12.2019